# Evgheni Kisin
Evgheni Igorevici Kisin (în limba rusă: Евге́ний И́горевич Ки́син; n. 10 octombrie 1971, Moscova, RSFS Rusă, URSS) este un pianist rus, stabilit în Marea Britanie. Este unul din cei mai remarcabili interpreți ai generației sale. În 2013 a obținut cetățenia israeliană.

## Biografie
Kisin s-a născut la Moscova într-o familie de intelectuali evrei. Mama sa este profesoară de pian, iar tatăl inginer. La vârsta de 11 luni putea deja să fredoneze o melodie de Bach pe care o cânta sora sa Alla la pian. La 6 ani și-a început studiile de pian la Academia de Muzică Gnessin. Acolo a fost elevul Annei Pavlovna Kantor, care a fost singura profesoară de pian pe care a avut-o în afara familiei.
Considerat „copil minune”, la vârsta de 10 ani Kissin a debutat cu Orchestra Simfonică Ulianovsk, un an mai târziu a dat primul său recital de pian la Moscova. Talentul lui Kissin s-a dezvăluit scenei internaționale în 1984, când a cântat și înregistrat cele două concerte pentru pian de Chopin cu Orchestra Filarmonicii din Moscova. În 1987 a debutat în Regatul Unit, alături de dirijorul Valeri Gherghiev și violoniștii Maxim Vengerov și Vadim Repin, la Festivalul Lichfield. În 1988 a interpretat Concertul nr. 1 pentru pian de Ceaikovski cu Herbert von Karajan la Concertul de Anul Nou al Filarmonicii din Berlin. În septembrie 1990 Kisin a debutat în America de Nord interpretând cele două concerte pentru pian de Chopin cu Filarmonica din New York, dirijor Zubin Mehta, și primul recital de pian al stagiunii centenare de la Carnegie Hall. În 1997 a dat primul recital de pian solo din istoria The Henry Wood Promenade Concerts presented by the BBC (The Proms).
Kisin face regulat turnee de recitaluri în Europa, America și Asia. A cântat cu toate marile orchestre ale lumii cu dirijori ca Vladimir Ashkenazy, Claudio Abbado, Daniel Barenboim, Sir Colin Davis, Valery Gergiev, Carlo Maria Giulini, Mariss Jansons, Herbert von Karajan, James Levine, Sir Andrew Davis, Lorin Maazel, Riccardo Muti, Seiji Ozawa, Sir Georg Solti, Evgheni Svetlanov sau Iuri Temirkanov. Kisin a cântat și muzică de cameră alături de Martha Argerich, Gidon Kremer, James Levine, Alexander Knyazev, Mischa Maisky, Thomas Quasthoff, Isaac Stern și alții.
În completarea muzicii, Kisin dă și recitaluri de poezie idiș și rusă. În 2007 Kissin a devenit Patronul Onorific al companiei profesioniste de operă de cameră City Opera of Vancouver, condusă de dirijorul Charles Barber.
Din anul 2002 deține cetățenia britanică.

## Premii
Kisin a fost invitat special la Premiile Grammy din 1992. A primit următoarele premii și distincții:
- Musical America, Instrumentistul anului (1994)
- Triumph Award, Contribuție remarcabilă la cultura rusă  (1997)
- Doctor honoris causa al Manhattan School of Music (2001)
- Membru de Onoare al Royal Academy of Music (2005)
- Premiul Herbert von Karajan, Baden-Baden, Germania (2005)
- Premiul Grammy pentru cea mai bună interpretare solistică instrumentală (fără orchestră) (2006)
- Premiul Arturo Benedetti Michelangeli, Brescia, Italia (2007)